# Pryazovia

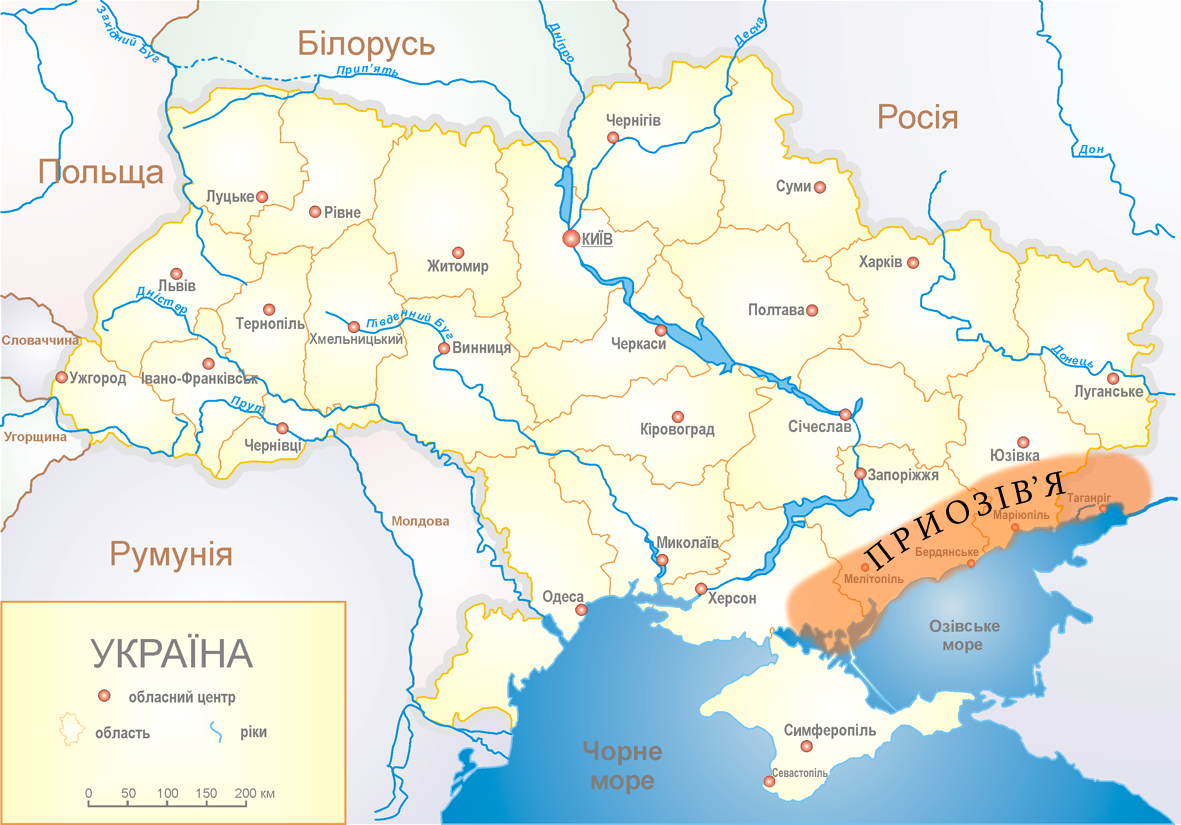
Extensión de Pryazovia

Pryazovia o Pryozivia (en ucraniano: Приазов'я o Приозів‘я) es el nombre que recibe la región geográfica  que abarca las regiones litorales a lo largo del norte del mar de Azov de norte a sur.

## Geografía e historia

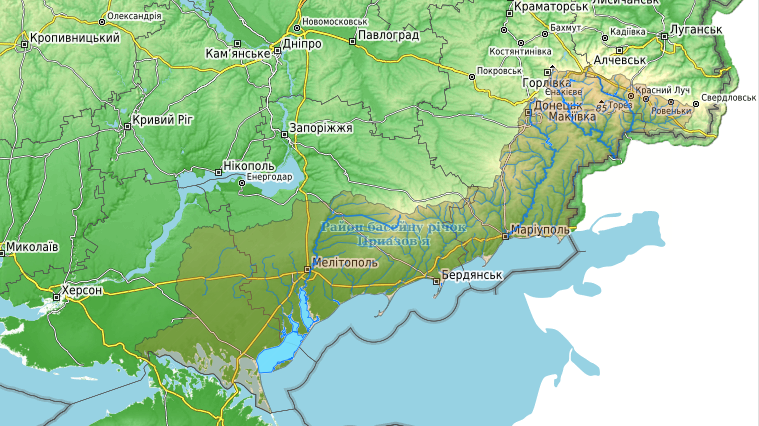
Cuenca de los ríos que vierten al mar de Azov

Está formado por las regiones de Donetsk, Zaporiyia, la zona oriental de Óblast de Jersón (en Ucrania) y la parte occidental de Rostov (en Rusia); esta última es conocida como Pryazovia del Norte.
Tras la anexión y la liquidación del Kanato de Crimea a partir de 1783 por parte del Imperio ruso, el territorio pasaría a ser parte de la Gobernación de Nueva Rusia.
Tras la invasión rusa en 2022, las tropas rusas han ocupado el territorio.